# Schachtstuhl
Als Schachtstuhl bezeichnet man eine Konstruktion, die dazu dient, den Schachtausbau im Bereich der einzelnen Anschläge des Schachtes auf besondere Art und Weise zu ersetzen. Zusätzlich soll der Schachtstuhl im Bereich der jeweiligen Füllörter den Fuß des Schachtausbaus abstützen. Durch den Schachtstuhl wird außerdem der jeweilige Anschlag gebildet.

## Grundlagen
Beim Übergang von der Schachtröhre zur Strecke muss der Bereich um die Schachtröhre größer erstellt werden als der eigentliche Schachtdurchmesser. Diesen Übergangsbereich von der Schachtröhre zur Strecke bezeichnet man als Schachtglocke. Die Schachtglocke muss mit einem besonderen Ausbau erstellt werden. Der Schachtausbau kann aber im Bereich der Füllörter nicht verwandt werden, da es sonst nicht möglich wäre, die Fördergefäße zu beschicken. Auch muss für die Schachtführung eine geeignete Befestigungsmöglichkeit vorhanden sein.

## Auf- und Einbau
Der Schachtstuhl muss stabil ausgeführt werden und im Durchmesser genügend groß sein, damit die Fördergefäße genügend Platz haben und sämtliche Schachteinbauten eingebaut werden können. Der Schachtstuhl hat mit dem Schachtausbau keine tragende Verbindung. Dadurch werden Stauchungen, die auf den Schachtausbau wirken, weitestgehend vom Schachtstuhl ferngehalten. Kommt es dennoch durch Setzungen des Schachtausbaus zur Beschädigung des Schachtstuhles, so führt dies je nach Schwere des Schadens zu Einschränkungen des Förderbetriebes oder zur kompletten Unterbrechung der Schachtförderung. Die Schachtstühle werden entweder aus Holzbalken oder aus Segmenten aus Stahl gefertigt. Schachtstühle aus Holz werden bevorzugt in Blindschächten mit rechteckiger Schachtscheibe eingesetzt. Der Schachtausbau wird dazu mit einer Holzkonstruktion unterstützt. Der hölzerne Schachtstuhl wird aus zwei Gevierten gefertigt, die durch eingezapfte Bolzen in den Ecken miteinander verbunden werden. Diese Konstruktion wird auf ein Fundament aus Mauerwerk gestellt. Schachtstühle aus Holz werden mit Spreizen, die am Ausbau der Schachtglocke befestigt sind, stabilisiert. In Tagesschächten werden bevorzugt Schachtstühle aus Stahl eingebaut. Diese werden auf Fundamente aus Stahlträgern gesetzt.